# Goats Head Soup
Goats Head Soup —en español: Sopa de cabeza de cabra— es el undécimo álbum de estudio en el Reino Unido y decimotercero en los Estados Unidos de la banda de rock británico The Rolling Stones, lanzado en 1973 como sucesor del aclamado Exile on Main St.. Incluye el éxito «Angie» que alcanzó el primer lugar en las listas de los Estados Unidos, donde el álbum fue triple platino. El álbum contiene 10 canciones, todas escritas por Mick Jagger y Keith Richards, y ha logrado posicionarse en el número uno de las lista musicales en ambos lados del Atlántico y en otros mercados del mundo. Este álbum sería el último producido por Jimmy Miller.

## Historia

### Antecedentes y grabación
En noviembre de 1972 la banda se trasladó a los estudios Dynamic Sound de Kingston, Jamaica, y la primera canción que se grabó en el estudio fue «Winter». El álbum representa un cambio de dirección respecto del sonido crudo de Exile on Main St., reflejando el ambiente musical de esos tiempos, con el resurgimiento del Soul y la aparición del funk. Este fue el último álbum de The Rolling Stones producido por Jimmy Miller, que había trabajado con la banda desde las sesiones de Beggars Banquet de 1968. Miller desarrolló una gran adicción a las drogas durante sus años con los Stones. Aparte de los miembros de la banda oficial, otros músicos que aparecen en el álbum incluyen al tecladista Billy Preston, Nicky Hopkins e Ian Stewart. 
La grabación se completó en enero de 1973 en Los Ángeles y en mayo de 1973 en los Olympic Sound Studios de Londres. La canción «Silver Train» era en realidad una sobra de las grabaciones de Sticky Fingers en los Olympic Sound Studios, y «Hide Your Love» fue grabado durante los ensayos en el De Doelen de Róterdam. Goats Head Soup también fue su primer álbum en contener exclusivamente material original de la banda desde Their Satanic Majesties Request (1967). Si bien se lo considera generalmente como el álbum que marcó el fin del mejor período de la banda entre Beggars Banquet y Exile on Main St., mostrando un desgaste luego de tantos años de excesos, Goats Head Soup ha permanecido popular y ha sido certificado triple platino por la RIAA por sus ventas en los Estados Unidos. Las sesiones de grabación dejaron varias canciones que no fueron incluidas en Goats Head Soup, dos de las cuales, «Tops» y «Waiting on a Friend», aparecerían finalmente en el álbum Tattoo You de 1981 y cuentan con Mick Taylor en guitarra; «Through the Lonely Nights» se convirtió en la cara b del sencillo «It's Only Rock 'n' Roll (But I Like It)» y fue lanzado en CD por primera vez en el recopilatorio de 2005 llamado Rarities 1971-2003.
La carátula del álbum fue diseñada por Ray Lawrence y fotografiada por David Bailey, un amigo de Jagger, quien había trabajado con The Rolling Stones desde el año 1964. El retrato de Jagger en la portada fue aproximadamente de tamaño natural en el formato original del LP de 12". Jagger se mostró reacio a ser fotografiado envuelto por un velo de gasa rosa, del que Bailey dijo que tenía el aspecto de "Katharine Hepburn en The African Queen". El interior del álbum tiene todos los miembros de la banda envueltos alrededor de un tejido similar.

### Lanzamiento y recepción
Precedido de «Angie» como primer sencillo –que alcanzó el puesto #1 en los Estados Unidos, #5 en Gran Bretaña, #1 en Francia y Holanda, así como #2 en Alemania y que, si bien alejada del típico sonido Stone, se convirtió en un éxito mundial–, Goats Head Soup fue liberado en finales de agosto de 1973 y se disparó al puesto #1 en todo el mundo. A pesar de su sonido relajado, muchas canciones del álbum tienen un contenido más oscuro, como la canción «Doo Doo Doo Doo Doo (Heartbreaker)». Una versión alternativa puede ser escuchada en bootlegs que cuenta con un solo de guitarra de Mick Taylor que no apareció en la versión del álbum. La canción, que critica a la policía a Nueva York por el disparo accidental a un niño de 10 años, trepó en el Top 20 de los Estados Unidos.
En el otoño de 1973, los Rolling Stones estaban planeando comenzar con el The Rolling Stones European Tour 1973, en el cual incluyeron en la lista el nuevo material: «Doo Doo Doo Doo Doo (Heartbreaker)», «Star Star», «Dancing with Mr. D» y «Angie». El popular bootleg llamado Brussels Affair contiene canciones de esta gira. 
En 1994, Goats Head Soup fue remasterizado y relanzado por Virgin Records y nuevamente en 2009 por Universal Music. El primer prensado de la remasterización de Universal contiene la versión censurada de «Star Star» que estaba en la versión original en vinilo de Estados Unidos, pero no en el CD lanzado por Virgin en 1994; los prensados hechos más tarde contienen la versión sin censura. El álbum fue reeditado nuevamente en 2011 solo en Japón por Universal Music Enterprises en una versión SHM-SACD, que incluye la versión sin censura de «Star Star» con un fadeout inédito.
Goats Head Soup ha tenido un gran rendimiento en las ventas, llegando a ser triple platino en los Estados Unidos y llegó a vender cerca de 6,5 millones de copias en todo el mundo.
El 4 de septiembre de 2020, el álbum fue reeditado por Polydor Records, presentando una nueva mezcla realizada por Giles Martin. Las ediciones de lujo del álbum incluían tomas descartadas nunca antes publicadas: «Criss Cross», lanzada con video musical el 9 de julio de 2020, «Scarlet», con Jimmy Page, lanzado con video musical el 8 de agosto de 2020, y «All the Rage». También incluyó tomas alternativas de las originales y pistas en vivo. El álbum volvió a entrar en la lista de álbumes del Reino Unido en el n.°1, 47 años después de que alcanzó la cima de la lista en septiembre de 1973.

## Lista de canciones
Todas las canciones escritas y compuestas por Mick Jagger y Keith Richards. 
| Cara 1 |                                      |          |  |
| N.º    | Título                               | Duración |  |
| 1.     | «Dancing with Mr. D»                 | 4:53     |  |
| 2.     | «100 Years Ago»                      | 4:00     |  |
| 3.     | «Coming Down Again»                  | 5:54     |  |
| 4.     | «Doo Doo Doo Doo Doo (Heartbreaker)» | 3:26     |  |
| 5.     | «Angie»                              | 4:33     |  |

| Cara 2 |                          |          |  |
| N.º    | Título                   | Duración |  |
| 6.     | «Silver Train»           | 4:27     |  |
| 7.     | «Hide Your Love»         | 4:12     |  |
| 8.     | «Winter»                 | 5:30     |  |
| 9.     | «Can You Hear the Music» | 5:31     |  |
| 10.    | «Star Star»              | 4:25     |  |

## Tomas descartadas
- «Fast Talking»
- «Separately»
- «You Should Have Seen Her Ass»

Nota: Las tres pistas fueron grabadas durante las sesiones del álbum, en Jamaica entre los meses de noviembre y diciembre de 1972.

## Personal
| The Rolling Stones - Mick Jagger: voz, coros; guitarra en «Winter»; armónica en «Silver Train»; piano en «Hide Your Love». - Keith Richards: guitarra eléctrica, guitarra acústica, coros; voz en «Coming Down Again»; bajo en «100 Years Ago», «Doo Doo Doo Doo Doo (Heartbreaker)» y «Silver Train». - Mick Taylor: guitarra eléctrica, guitarra acústica, guitarra slide, coros; bajo en «Dancing with Mr. D» y «Coming Down Again». - Charlie Watts: batería - Bill Wyman: bajo Personal adicional - Nicky Hopkins: piano en «Dancing with Mr. D», «100 Years Ago», «Coming Down Again», «Angie», «Winter» y «Can You Hear the Music». - Billy Preston: clavinet en «100 Years Ago»; piano en «Doo Doo Doo Doo Doo (Heartbreaker)». - Ian Stewart: piano en «Silver Train» y «Star Star». - Bobby Keys: saxofón - Jim Horn: flauta y saxofón - Chuck Finley: trompeta - Jim Price: arreglo de vientos en «Doo Doo Doo Doo Doo (Heartbreaker)». - Nicky Harrison: arreglo de cuerdas en «Angie» and «Winter». - Anthony "Rebop" Kwaku Baah: percusión en «Dancing with Mr. D» y «Can You Hear the Music». - Pascal (Nicholas Pascal Raicevic): percusión en «Dancing with Mr. D» y «Can You Hear the Music». - Jimmy Miller: percusión en «Can You Hear the Music». | Técnica y diseño - Andy Johns: ingeniero de sonido, jefe de mezcla - Carlton Lee: ingeniero asistente - Howard Kilgour: ingeniero asistente - Doug Bennett: ingeniero asistente - David Bailey: fotografía, diseño |

## Posición en las listas
| Listas (1973–74)               | Mejor Posición |
| ------------------------------ | -------------- |
| Alemania (Media Control)       | 2              |
| Australia (Kent Music Report)  | 1              |
| Austria (Ö3 Austria Top 40)    | 5              |
| Canadá (RPM Albums Chart)      | 1              |
| España (PROMUSICAE)            | 1              |
| Estados Unidos (Billboard 200) | 1              |
| Francia (SNEP)                 | 1              |
| Italia (FIMI)                  | 8              |
| Japón (Oricon LPs Chart)       | 7              |
| Noruega (VG-lista)             | 1              |
| Países Bajos (MegaCharts)      | 1              |
| Reino Unido (UK Albums Chart)  | 1              |
| Suecia (Sverigetopplistan)     | 2              |

| Listas (1973)                 | Mejor Posición |
| ----------------------------- | -------------- |
| Australia (Kent Music Report) | 17             |
| Francia (SNEP)                | 13             |
| Italia (FIMI)                 | 19             |
| Países Bajos (MegaCharts)     | 12             |

| Listas (1974)                  | Mejor Posición |
| ------------------------------ | -------------- |
| Australia (Kent Music Report)  | 17             |
| Estados Unidos (Billboard 200) | 84             |

Sencillos
| Año  | Sencillo                             | Listas             | Mejor Posición |
| ---- | ------------------------------------ | ------------------ | -------------- |
| 1973 | «Angie»                              | UK Top 50 Singles  | 5              |
| 1973 | «Angie»                              | Billboard Hot 100  | 1              |
| 1973 | «Angie»                              | Adult Contemporary | 38             |
| 1974 | «Doo Doo Doo Doo Doo (Heartbreaker)» | Billboard Hot 100  | 15             |

## Certificaciones
| País                  | Certificación | Ventas certificadas |
| --------------------- | ------------- | ------------------- |
| Estados Unidos (RIAA) | 3X Platino    | 3,500,000^          |
| Francia (SNEP)        | Oro           | 320,700^            |
| Reino Unido (BPI)     | Oro           | 100,000^            |

Nota: ^ Cifras de ventas basadas únicamente en la certificación